# MacDonald (skotsk släkt)

MacDonalds klanemblem.

MacDonald är en skotsk klan som förr i tiden var en av de mäktigaste klanerna i de skotska högländerna. Det finns flera grenar som åtskiljs med geografiska bestämningar. Följande klaner är kända:
- MacDonald
- MacDonald of Clanranald
- MacDonald of Keppoch
- MacDonald of Sleat
- MacDonald of Glengarry

De kallades ibland för ”öarnas herrar”. Klanens valspråk är på latin Per mare per terras, engelska By Sea and By Land, skotsk gaeliska Air Muir 's Air Tir (Över hav och över land).